# Lakshmipura, Bangalore North
Lakshmipura là một làng thuộc tehsil Bangalore North, huyện Bangalore Urban, bang Karnataka, Ấn Độ.